# (6171) Uttorp
(6171) Uttorp es un asteroide perteneciente al cinturón de asteroides, región del sistema solar que se encuentra entre las órbitas de Marte y Júpiter, descubierto el 26 de octubre de 1981 por Laurence G. Taff desde el Laboratorio Lincoln, Socorro, Nuevo México, Estados Unidos.

## Designación y nombre
Designado provisionalmente como 1981 UT. Fue nombrado Uttorp en homenaje a Uttorp, pueblo ubicado en el sureste de Suecia, integrado en una reserva natural utilizada por el club local de astronomía Karlskrona Astronomiförening. En 2010, el sitio, conocido por sus cielos oscuros, fue donde también se celebró una conferencia anual de astronomía abierta a astrónomos aficionados y al público. 

## Características orbitales
Uttorp está situado a una distancia media del Sol de 2,215 ua, pudiendo alejarse hasta 2,437 ua y acercarse hasta 1,993 ua. Su excentricidad es 0,100 y la inclinación orbital 3,037 grados. Emplea 1204,55 días en completar una órbita alrededor del Sol.

## Características físicas
La magnitud absoluta de Uttorp es 14,1. Tiene 3,512 km de diámetro y su albedo se estima en 0,318. 